# KVV Belgica Edegem Sport
El Koninklijke Voetbal Vereniging Belgica Edegem Sport (en español: Asociación Real de Fútbol y Deportes Bélgica de Edegem), era un equipo de fútbol de Edegem en la provincia de Amberes. Estaba afiliado a la Real Asociación Belga con la matrícula n.º 375. Hasta la quiebra en agosto de 2016, jugaba en la Segunda Provincial de Amberes.

## Historia
El club fue fundado en 1908 como Sporting FC Belgica y se convirtió en miembro de la UBSSA en 1910. En 1914 el departamento de fútbol cesó sus actividades, pero regresó en 1924 como Belgica FC Edegem. En 1930 alcanzó por primera vez la Segunda División. Tras tres temporadas, ganó su grupo y ascendió a Primera División. En su primera temporada, la 1933/34, pudo mantener la categoría al terminar 12.º de 14. La temporada siguiente, sin embargo, el equipo terminó 14.º y colista, bajando a Segunda. Estas serían las únicas dos temporadas que el club estuvo en la Primera división. En 1936 el nombre pasó a ser KFC Belgica Edegem. Hasta la década de los años 40, el club permanecería en Segunda, luego descendió aún más a través de los distintos niveles del futbol belga.
El nombre Bélgica no tenía nada que ver con Bélgica, ni con la región al norte del Sena, conocida como Bélgica en la época romana. Cuando se fundó, el club recibió su nombre del Belgica, el barco en el que Adrien de Gerlache navegó hacia el Polo Sur y pasó allí el invierno por primera vez en 1898-1899. Los colores del club eran el rojo y el verde: camiseta de rayas verticales rojo-verde, pantalón blanco y medias de rayas horizontales rojo-verde, luego medias rojas.
El 17 de abril de 1966, el club se fusionó con KVV Edegem Sport. KVV Edegem Sport había jugado en la serie de promoción nacional, pero también se había retirado. Los colores de Edegem Sport fueron amarillo y negro: camiseta amarilla, pantalón negro y medias negras con funda amarilla. En el momento de la fusión, ambos clubes habían caído a Tercera Provincial. El nuevo club continuó con el número de matrícula 375 de Bélgica bajo el nombre de KVV Belgica Edegem Sport. Los colores pasaron a ser oficialmente plateado y negro, como el escudo de armas del municipio de Edegem; en la práctica blanco y negro.
Inmediatamente después de la fusión, el club estuvo a punto de ser campeón, pero terminó en segundo lugar tras FC Mariekerke. En 1967/68 el club logró ganar el campeonato. El equipo pasó luego 16 años en la Segunda Provincial con resultados variados. En 1983/84, el club finalmente ganó el campeonato y pudo pasar a la Primera Provincial, pero esto solo duraría tres temporadas. En 1991/92, el club finalmente fue ascendido nuevamente a Primera Provincial.
Sin embargo, en 2008 y 2009, el club experimentó dos descensos consecutivos, dejándolos caer a Tercera Provincial.
Luego de estar cinco temporadas consecutivas en el Tercer Campeonato Provincial con resultados variables, Bélgica Edegem Sport fue campeona en la temporada 2014-2015.
Antes de la quiebra, el club jugó en Segunda Provincial.

## Palmarés
- Segunda División de Bélgica: 1

1932/33
- Tercera División de Bélgica:

1929/30

## Temporada a temporada
| Temporada | División | División | División | División | Denominación         | Puntos | Observaciones                                                                           |
|           | I        | II       | III      | P.II     |                      |        |                                                                                         |
| --------- | -------- | -------- | -------- | -------- | -------------------- | ------ | --------------------------------------------------------------------------------------- |
| 1926/27   |          |          |          | 4        | Segunda Prov. Antw.  | 33     |                                                                                         |
| 1927/28   |          |          |          | 2        | Segunda Prov. Antw.  | 41     |                                                                                         |
| 1928/29   |          |          |          | 1        | Segunda Prov. Antw.  | 49     |                                                                                         |
| 1929/30   |          |          | 1        |          | Tercera B            | 41     | Termina primero con SK Hoboken. Gana (7-6) en la competencia de desempate por el título |
| 1930/31   |          | 7        |          |          | Segunda              | 27     |                                                                                         |
| 1931/32   |          | 5        |          |          | Segunda A            | 28     |                                                                                         |
| 1932/33   |          | 1        |          |          | Segunda A            | 36     |                                                                                         |
| 1933/34   | 12       |          |          |          | Primera              | 20     |                                                                                         |
| 1934/35   | 14       |          |          |          | Primera              | 8      |                                                                                         |
| 1935/36   |          | 5        |          |          | Segunda B            | 31     |                                                                                         |
| 1936/37   |          | 7        |          |          | Segunda A            | 26     |                                                                                         |
| 1937/38   |          | 7        |          |          | Segunda B            | 25     |                                                                                         |
| 1938/39   |          | 8        |          |          | Segunda B            | 21     |                                                                                         |
| 1939/40   |          |          |          |          |                      |        | sin competición por II Guerra Mundial                                                   |
| 1940/41   |          |          |          |          |                      |        | sin competición por II Guerra Mundial                                                   |
| 1941/42   |          | 12       |          |          | Segunda B            | 16     |                                                                                         |
| 1942/43   |          | 15       |          |          | Segunda B            | 6      |                                                                                         |
| 1943/44   |          |          | 8        |          | Tercera B            | 29     |                                                                                         |
| 1944/45   |          |          |          |          |                      |        | sin competición por II Guerra Mundial                                                   |
| 1945/46   |          | 17       |          |          | Segunda B            | 12     |                                                                                         |
| 1946/47   |          |          | 14       |          | Tercera A            | 32     |                                                                                         |
| 1947-2016 |          |          |          |          | niveles provinciales |        |                                                                                         |